# Рашайя
Рашайя (араб. راشيا‎) — город на юго-востоке Ливана, на территории провинции Бекаа. Административный центр одноимённого района.

## География
Город находится в юго-восточной части провинции, на западных склонах горного хребта Хермон, на расстоянии приблизительно 37 километров к юго-юго-западу (SSW) от города Захла и на расстоянии 50 километров к юго-востоку от столицы страны Бейрута. Абсолютная высота — 1171 метр над уровнем моря.

## Достопримечательности
В городе расположена крепость XVIII века, ныне находящаяся в ведении ливанской армии. Также в Рашайе находятся руины храма эпохи Римской империи. В окрестностях города расположен лес Факаа, имеющий статус охраняемой природной территории.

## Муниципалитет
Площадь одноимённого городу муниципалитета составляет 67,52 км² (6752 га). На территории муниципалитета находятся 4 школы (3 государственных и одна частная), а также 2 больницы (государственная и частная).

## Вторая ливанская война
По сообщениям ливанских средств массовой информации, 18 июля 2006 года самолётами ВВС Израиля был нанесён удар по расположенной в черте города церкви святого Георгия. В результате пять человек получили ранения. Также были разрушены дорога и бензозаправка.